# Henri Romagnesi
Henri Romagnesi (7. února 1912 Paříž – 18. ledna 1999 Draveil) byl významný francouzský mykolog. Na jeho počest pojmenovala Francouzská mykologická společnost udělované ocenění Prix Romagnesi. Hlavními body jeho celoživotního výzkumu bylo studium a zpracování holubinek (Russula) a závojenek (Entomola). Jeho botanicko-mykologická zkratka zní „Romagn“.
Známý je Henri Romagnesi hlavně díky obsáhlé monografii o řádu lupenotvarých hub. Jeho druhým stěžejním bodem výzkumu byly holubinky, o kterých roku 1967 vydal monografii s názvem Les Russules d’Europe et d’Afrique du Nord, ve které popsal v jeho době všechny známé druhy holubinek. Vytvořil tím novou systematiku, o kterou se opírá i dnešní moderní klasifikační systém holubinek. Mnoho druhů holubinek bylo v jeho dílo poprvé detailně popsáno.
Dalším významným dílem bylo Flore Analytique des Champignons Supérieurs, vydaná společně s Robertem Kühnerem. Dlouho dobu bylo toto dílo nejvýznačnějším mykologickou příručkou ve francouzštině.